# 南洋公学界碑和石碾

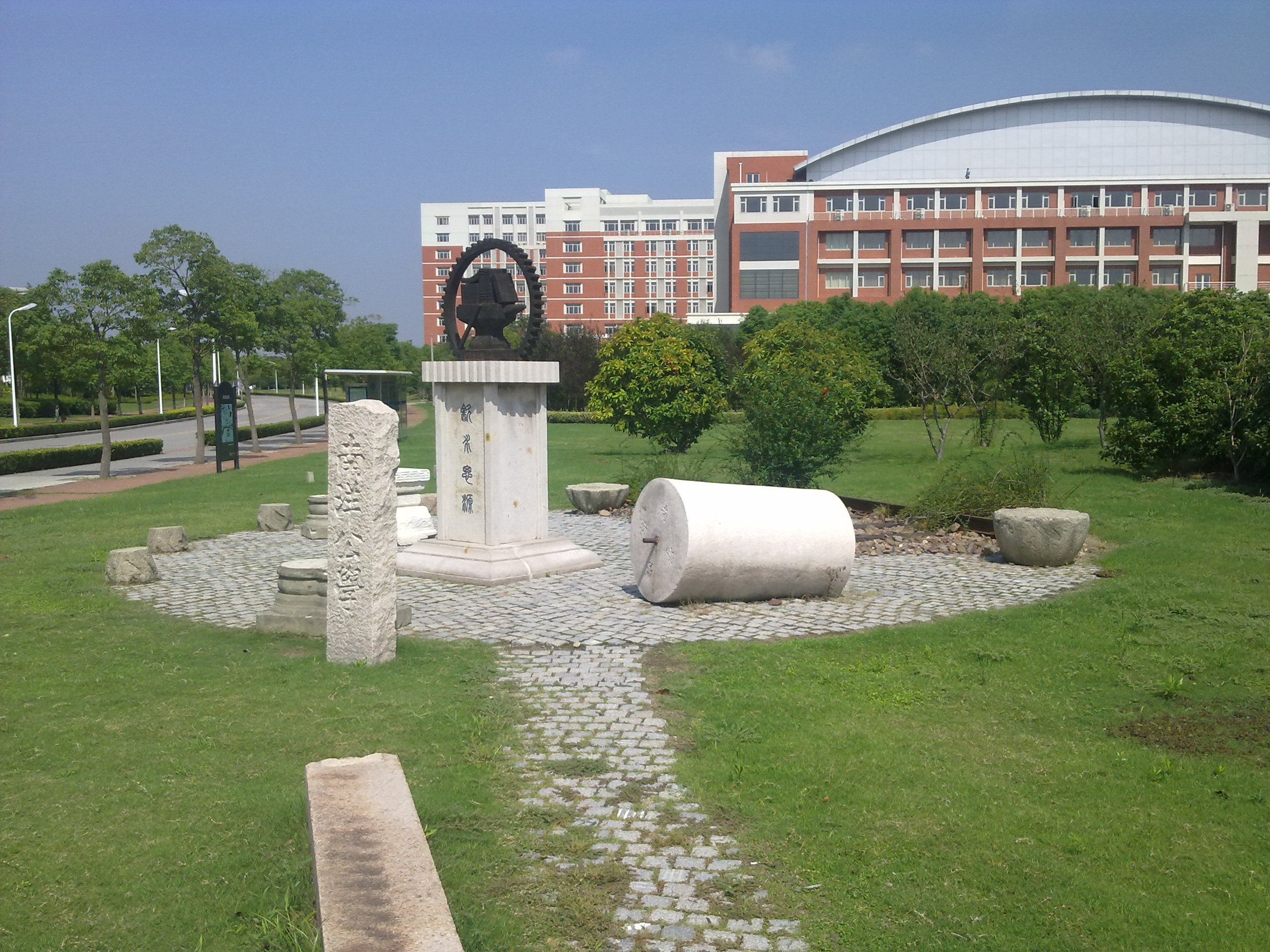
闵行校区南洋公学界碑和石碾的复制品，其侧另有饮水思源碑的复制品

南洋公学界碑和石碾，1985年发掘于上海交通大学徐汇校区东南角，现位于徐汇校区东大门内，闵行校区东大门内亦有复制品。
界碑为花岗岩质，长190厘米、宽33厘米、厚14厘米，上书“南洋公学”四字，为建校时所埋下。石碾亦为花岗岩质，直径76厘米，长126厘米，重约2-3吨，一侧有“南洋公学工程备用”字样，为建校时平整地面所用。